# Ferrari 500TRC
Der Ferrari 500 TRC Scaglietti Spider, kurz Ferrari 500 TRC, ist ein offener Frontmotor-Rennsportwagen mit zwei Sitzen und einem hauseigenen 2,0-Liter-DOHC-Vierzylinder-Reihenmotor. Der italienische Automobilhersteller Ferrari stellte das Modell nur 1957 und gezielt für den Motorsport her; es löste den 500 Testa Rossa (500 TR) von 1956 ab. Je nach Sichtweise entstanden 17 bis 20 Exemplare, die mit Erfolg von meist kleineren Rennsportteams und Privatfahrern eingesetzt wurden.

## Hintergrund
Ferrari ging als Titelverteidiger und Mitfavorit in die Sportwagen-Weltmeisterschaft 1957.

### Rückblick auf die Sportwagen-WM-Saison 1956

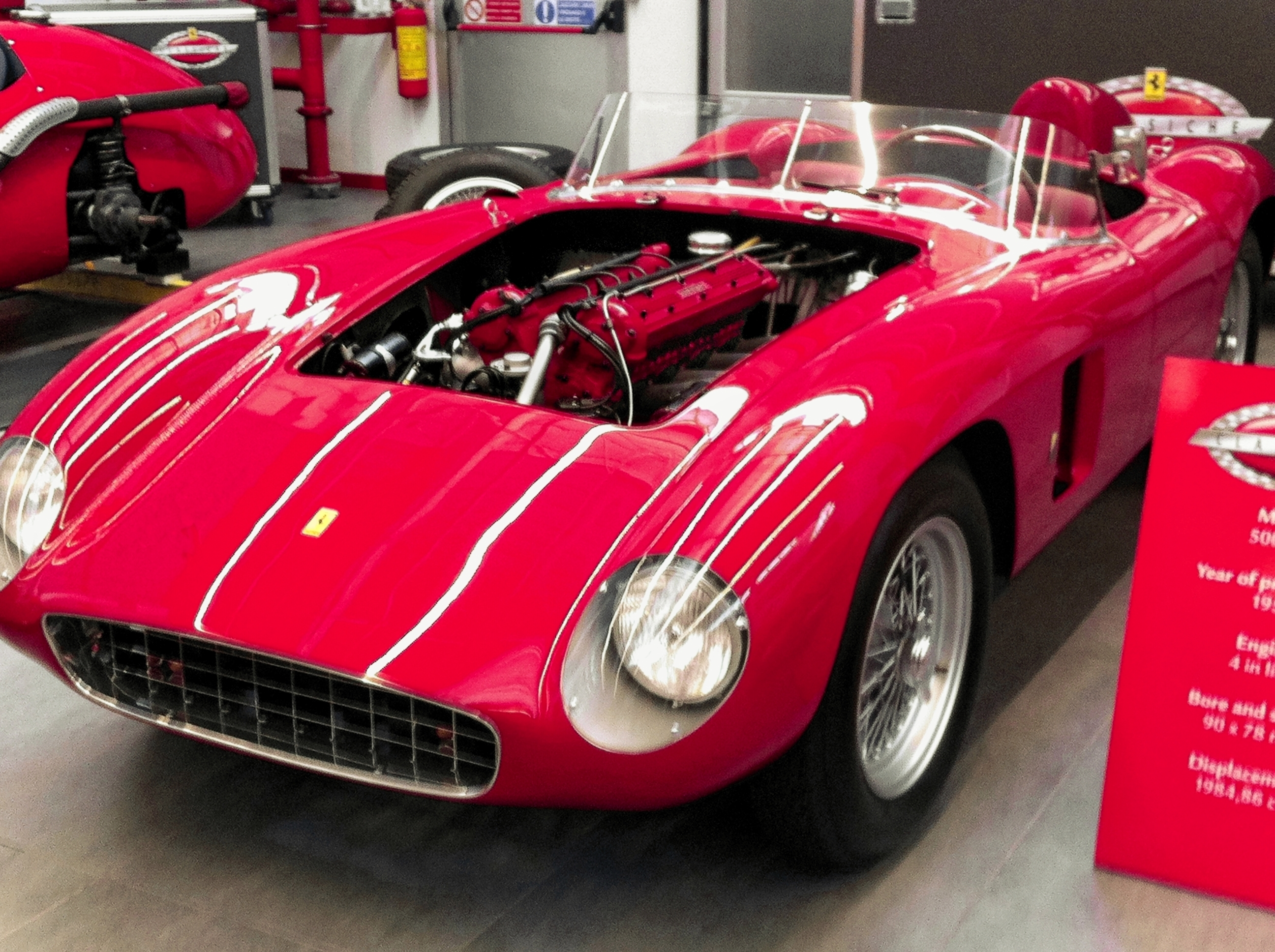
Zum Vergleich: Das technisch eng verwandte Vorgängermodell 500 TR Scaglietti Spider mit der Chassisnummer 0620MDTR von 1956, der einzige Linkslenker und nachträglich an den „Anhang C“ des FIA-Reglements angepasst

In der Saison 1956, die aus fünf Rennen bestand, hatte das norditalienische Unternehmen die Markenweltmeisterschaft der Fédération Internationale de l’Automobile (FIA) knapp vor Maserati und klar vor Jaguar gewonnen; hingegen hatte sich Mercedes-Benz, der Gewinner der Saison 1955, als Werksteam aus der Sportwagen-Weltmeisterschaft zurückgezogen. Den Titel der Saison 1956 hatten Werksfahrer der Scuderia Ferrari wie Fangio, Phil Hill, Hawthorn, Collins und von Trips insbesondere auf Ferrari 860 Monza, einem Reihenvierzylinder mit knapp 3,5 Liter Hubraum, und Ferrari 290MM, einem V-12 mit 3,5 Liter Hubraum, gesichert. Zahlreiche Privatfahrer hatten das Werksteam auf Ferrari 500 TR unterstützt, einem nur 1956 gebauten Reihenvierzylinder. Ihr Hauptaugenmerk galt Klassensiegen in der Kategorie bis 2,0 Liter Hubraum sowie Titeln in nationalen Sportwagen-Meisterschaften; mit den Modellen A6GCS/2000 und 200S war Maserati auch hier ein vielfach ebenbürtiger Gegner gewesen.

### Der neue „Anhang C“ des Sportwagen-Reglements der FIA für 1957
Das Reglement der Sportwagenweltmeisterschaft hatte für die Saison 1957 kurzfristig einige umstrittene Änderungen erfahren: Nach dem Willen der Commission Sportive Internationale (CSI) sollte der Unterschied zwischen Rennsportwagen und Straßenfahrzeugen verringert werden; verlangt wurden nun insbesondere ein Beifahrersitz, eine Tür auch auf der Beifahrerseite, eine Windschutzscheibe von mindestens 100 Zentimeter Breite und 15 Zentimeter Höhe, ferner ein Verdeck, das allerdings auch abnehmbar sein konnte und im Rennen nicht einmal mitgeführt werden musste. Die Einzelheiten waren in dem neuen „Anhang C“ des Reglements festgeschrieben.

### DieFerrari-Rennsportwagen der Saison 1957

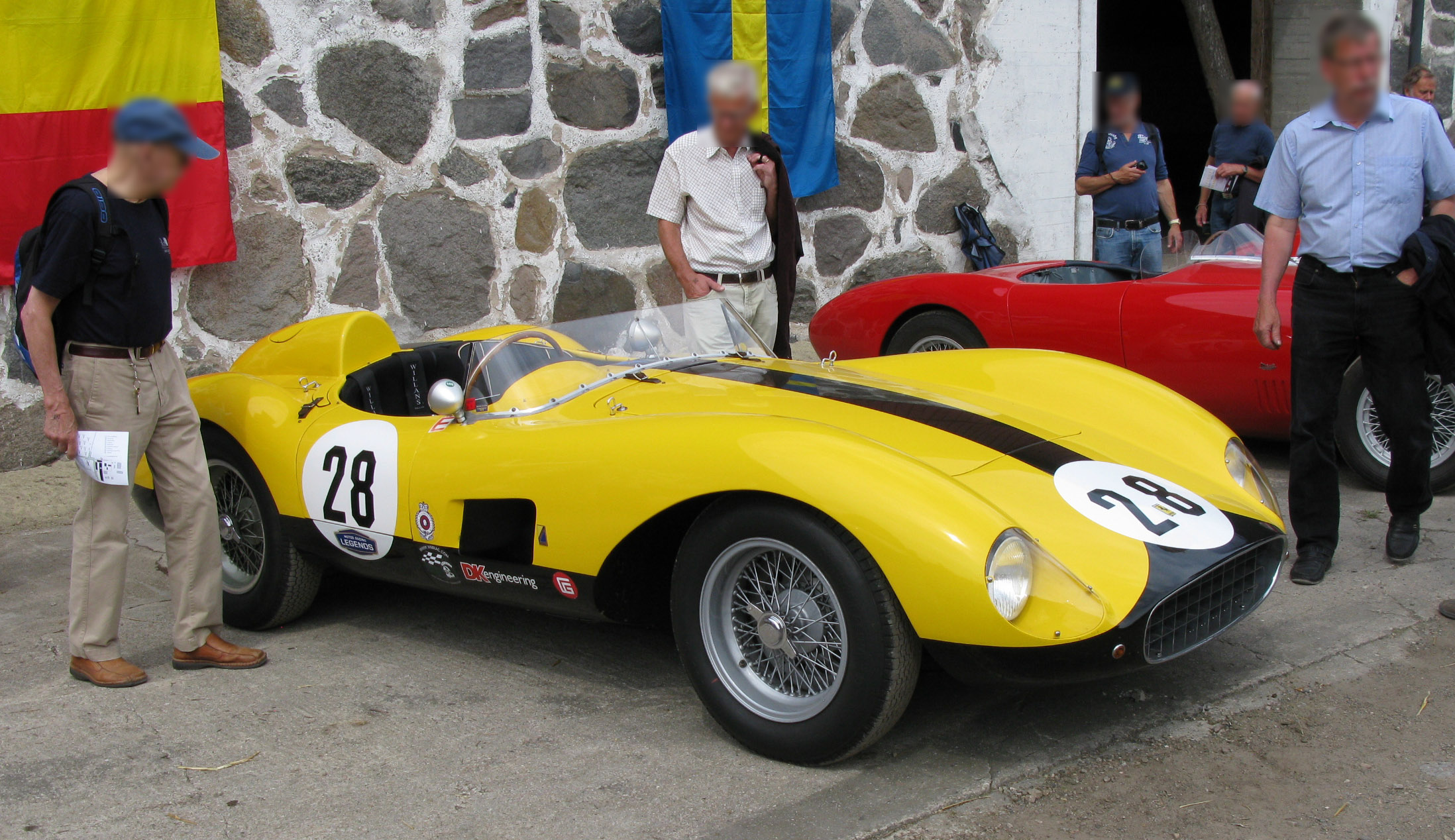
Ein Ferrari 500 TRC in Kristianstad: Beim dortigen Großen Preis von Schweden 1957, einem Lauf zur Sportwagen-WM, starteten drei 500 TRC, einer gewann die Klasse bis zwei Liter Hubraum.

Bei den Werkswagen reagierte Ferrari mit einer Anpassung der Zwölfzylinderfahrzeuge des Typs 290MM und deren Weiterentwicklung in der ersten Saisonhälfte über den 290S zum 315S und 335S; es kam zu einem aufwendigen „Wettrüsten“, um gegen Maserati mit dem 450S, Jaguar mit dem D-Type und Aston Martin mit dem DBR1 bestehen zu können. Vor diesem Hintergrund verlor die Kategorie bis 2,0 Liter Hubraum 1957 an Bedeutung, zumal immer mehr ehemalige Werkswagen der großen Kategorie auch für kleinere Teams und Privatfahrer verfügbar waren. Dennoch schuf Ferrari für sie in der Kategorie bis 2,0 Liter Hubraum den neuen 500 TRC; er stellte in mehrfacher Hinsicht eine Weiterentwicklung des bewährten und erfolgreichen 500 TR dar und konkurrierte vor allem mit dem weiterentwickelten Maserati 200SI.

## Das Fahrzeugkonzept

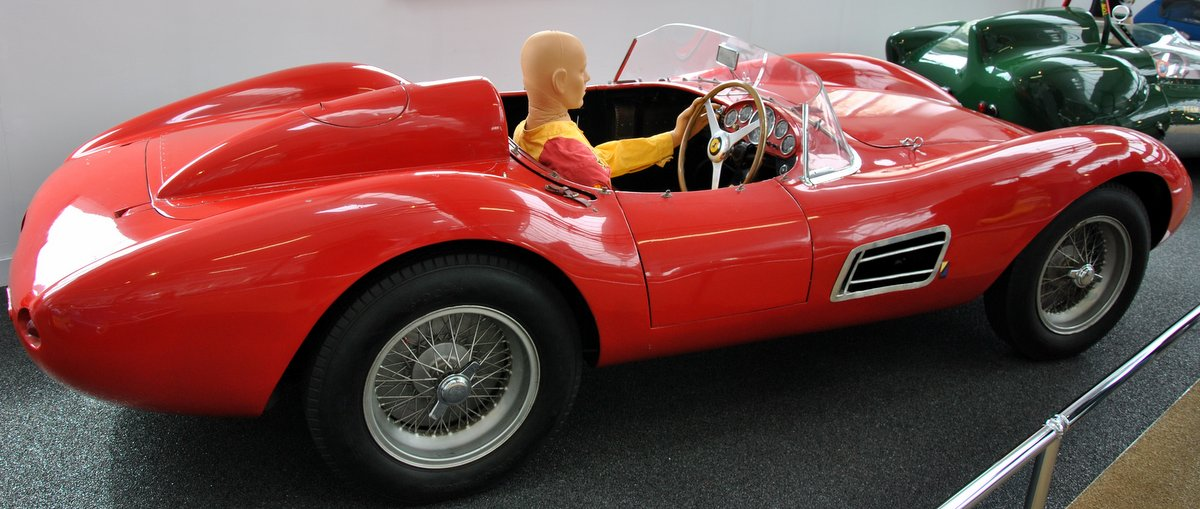
Ein Ferrari 500 TRC mit der niedrigen, geschwungenen Gürtellinie sowie dem ab 1957 vorgeschriebenen Beifahrersitz und der größeren Windschutzscheibe

Der Ferrari 500 TRC von 1957 war der Schlusspunkt einer Reihe von vierzylindrigen Frontmotor-Rennsportwagen mit 2,0 Liter Hubraum, die als offene Kleinserien-Rennsportwagen vorrangig für zahlungskräftige kleinere Kundenteams und Privatfahrer konzipiert waren. Entsprechend dem FIA-Reglement besaßen sie eine vollständige Fahrzeugbeleuchtung und wesentliche Armaturen und konnten insofern nach den damaligen Rechtsvorschriften zum öffentlichen Straßenverkehr zugelassen werden.
Entscheidende Vorarbeiten für den 500 TRC erbrachte der Ende 1955 bei Ferrari ausgeschiedene Chefingenieur Aurelio Lampredi, die maßgeblichen Entwicklungsarbeiten Vittorio Jano, Alberto Massimino, Luigi Bellentani und Andrea Fraschetti.

### DieFerrari-Rennsportwagen mit 2,0-Liter-Reihenvierzylinder
Begonnen hatte die Sportwagenreihe 1954 mit dem 500 Mondial der Serie I, von dem 13 Pinin Farina Spider, zwei Pinin Farina Berlinetta sowie einzelne Scaglietti Spider entstanden. Ihm folgte der ausschließlich als Scaglietti Spider karossierte 500 Mondial der Serie II für die Rennsportsaison 1955 – die restlichen der insgesamt 17 von Scaglietti eingekleideten 500 Mondial Spider. Für die Rennsportsaison 1956 folgte der weiterentwickelte 500 TR („Testa Rossa“); von ihm entstanden 16 Scaglietti Spider sowie durch nachträglichen Rückbau der Ferrari 625 LM drei Touring Spider.

### DieFerrari-500-Baureihe und dieFerrari-Vierzylinder im Allgemeinen
Gemeinsam mit dem Grand-Prix-Rennwagen Ferrari 500 F2 gehören der Rennsportwagen 500 TRC und seine Vorläufer zur Ferrari-500-Baureihe. Allen gemeinsam ist der Ferrari-Vierzylinder mit 2,0 Liter Hubraum, den der damalige Ferrari-Chefingenieur Aurelio Lampredi entworfen hatte. Ferrari baute das Triebwerk zwischen 1951 und 1957 für verschiedene Einsatzzwecke und mit unterschiedlichen Spezifikationen. Neben der kleinsten Version mit 2,0 Liter gab es für andere Modelle auch Varianten mit 2,5, mit 3,0 und 3,5 Liter Hubraum.
Mit dem 2,0-Liter-Motor hatten Fahrer der Scuderia im Ferrari 500 F2 die Automobil-Weltmeisterschaft 1952 sowie diejenige 1953 dominiert, die beiden einzigen Jahre, in denen die Automobil-Weltmeisterschaft ausnahmsweise nach dem Formel-2-Reglement ausgetragen wurde. Mit dem Ende der Saison 1955 hatte Ferrari bereits den Bau des Vierzylinder-Rennsportwagens 750 Monza mit 3,0 Liter Hubraum ohne direkten Nachfolger eingestellt; zugleich war der Chefingenieur Lampredi als treibende Kraft dieses Vierzylinderprojekts nach einem enttäuschenden Rennsportjahr zu Fiat gewechselt. Kleinere Rennsportteams und Privatfahrer, die einen offenen Ferrari-Rennsportwagen suchten, mussten daher für die Saison 1956 mit dem 500 TR in der kleineren 2,0-Liter-Kategorie vorliebnehmen oder auf gebrauchte Vorjahresfahrzeuge der größeren Kategorie zurückgreifen.

### Zur Modellbezeichnung500 TRC

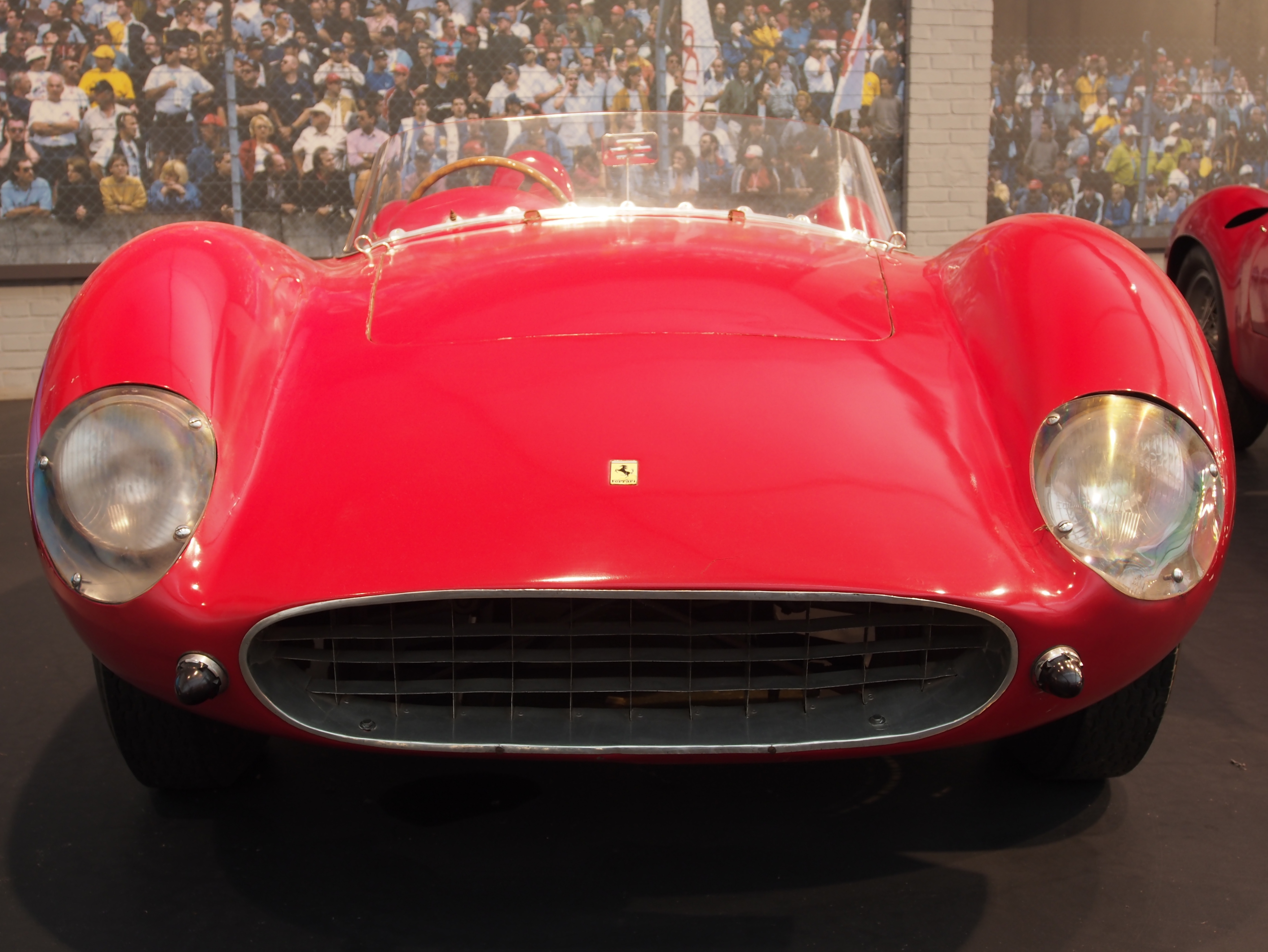
Die tief heruntergezogene Front und die hoch gewölbten Kotflügel des Ferrari 500 TRC

Beim 500 TRC steht die Zahl „500“ weiterhin für den (auf-)gerundeten Hubraum je einzelnem Zylinder, wie es damals entsprechend auch bei den Ferrari-Zwölfzylindern üblich war. „TR“ steht weiterhin für „Testa Rossa“ (italienisch für „roter Kopf“), was auf den mit rotem Schrumpflack überzogenen Zylinderkopf zurückgeht, wie er im Vorjahr mit dem 500 TR eingeführt worden war. Das angehängte „C“ steht je nach Lesart für den neuen „Anhang C“ des Sportwagen-Reglements der FIA oder für das Wort „clienti“ (italienisch für „Kunden“), um darauf hinzuweisen, dass der 500 TRC gezielt für die Bedürfnisse der kleinen Rennsportteams und Privatfahrer entwickelt wurde.

### Die Position des500 TRCinnerhalb desFerrari-Modellprogramms
In der Saison 1957 löste der neue 500 TRC bei den Rennsportwagen den 500 TR als Ferrari-Einstiegsmodell ab. Wer in der größeren Sportwagenkategorie antreten wollte, musste mangels neuer Alternativen auf gebrauchte Vorjahres-Werkswagen der Modelle 860 Monza oder 290MM zurückgreifen. Eine weitere Alternative waren die seriennahen GT-Sportwagen von Ferrari, namentlich die speziell für den Motorsport optimierten, besonders leichten Varianten: der 250 GT LWB Berlinetta „Tour de France“ mit Rennsport-Coupékarosserien ebenfalls von Scaglietti oder vereinzelt von Zagato oder offen als California Spider LWB mit reiner Aluminiumkarosserie von Scaglietti.
Der 500 TRC war nur 1957 erhältlich. Zum Ende der Saison gab das Unternehmen sowohl de facto die 2,0-Liter-Kategorie als auch das Vierzylinderkonzept insgesamt auf. Gründe waren eine erneute Änderung des Sportwagenreglements durch die FIA für die Saison 1958 mit einer Begrenzung des Hubraums für Sportwagen auf 3,0 Liter und damit einem weiteren Bedeutungsverlust der kleineren Kategorien; hinzu kam das Ausscheiden des größten Fürsprechers Lampredi Ende 1955 sowie die Überzeugung, dass nur die V12-Motoren das Ferrari-Image dauerhaft in Richtung Exklusivität fördern könnten.
Der 500 TRC ist somit der bislang letzte Vierzylinderwagen von Ferrari.

### Zur Nachfolge desFerrari 500 TRC

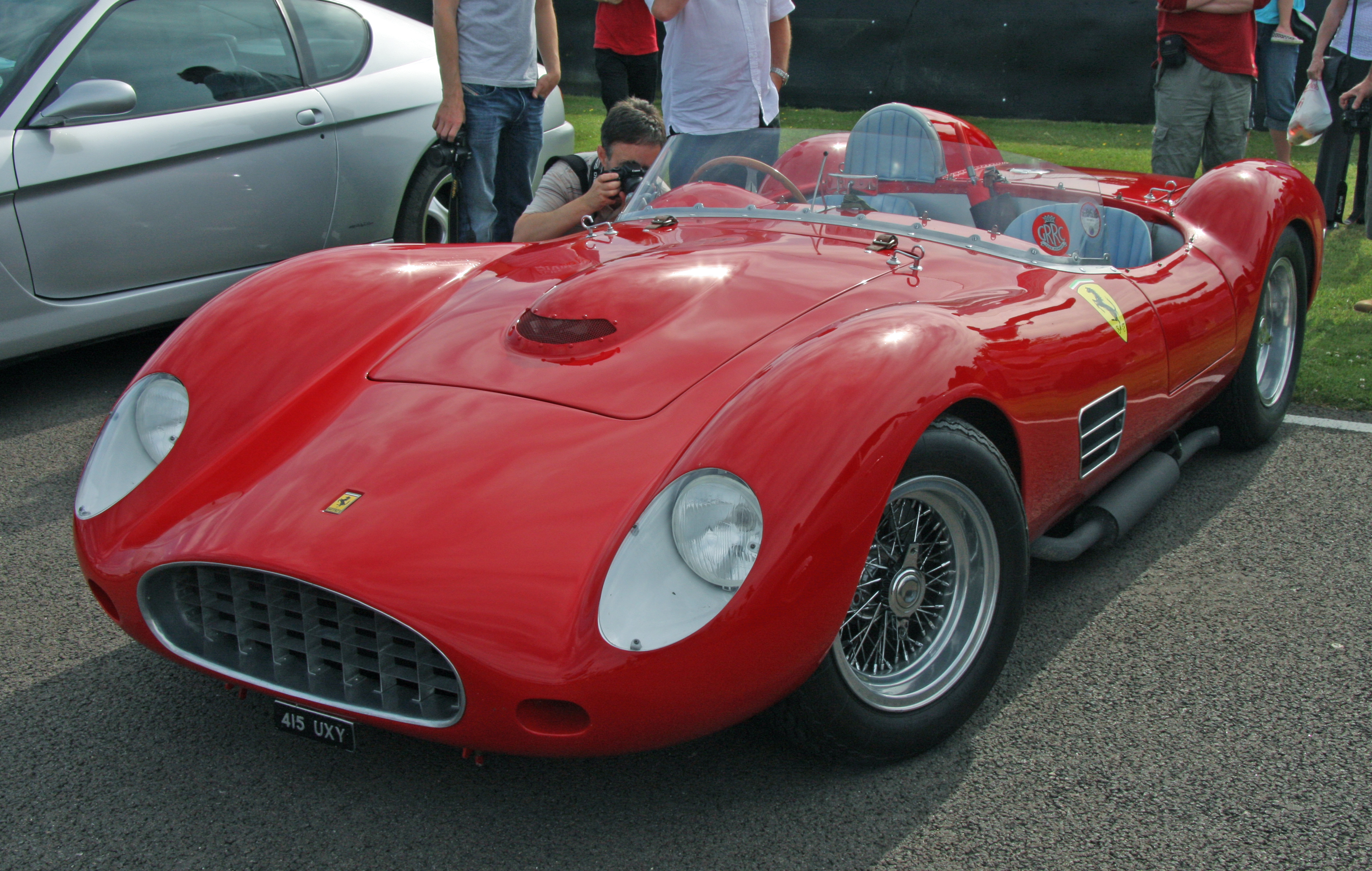
Der Ferrari Dino 196 Sport Fantuzzi Spider von 1959 mit 2,0-Liter-V6-Motor; der potentielle Nachfolger des 500 TRC blieb ein Einzelstück

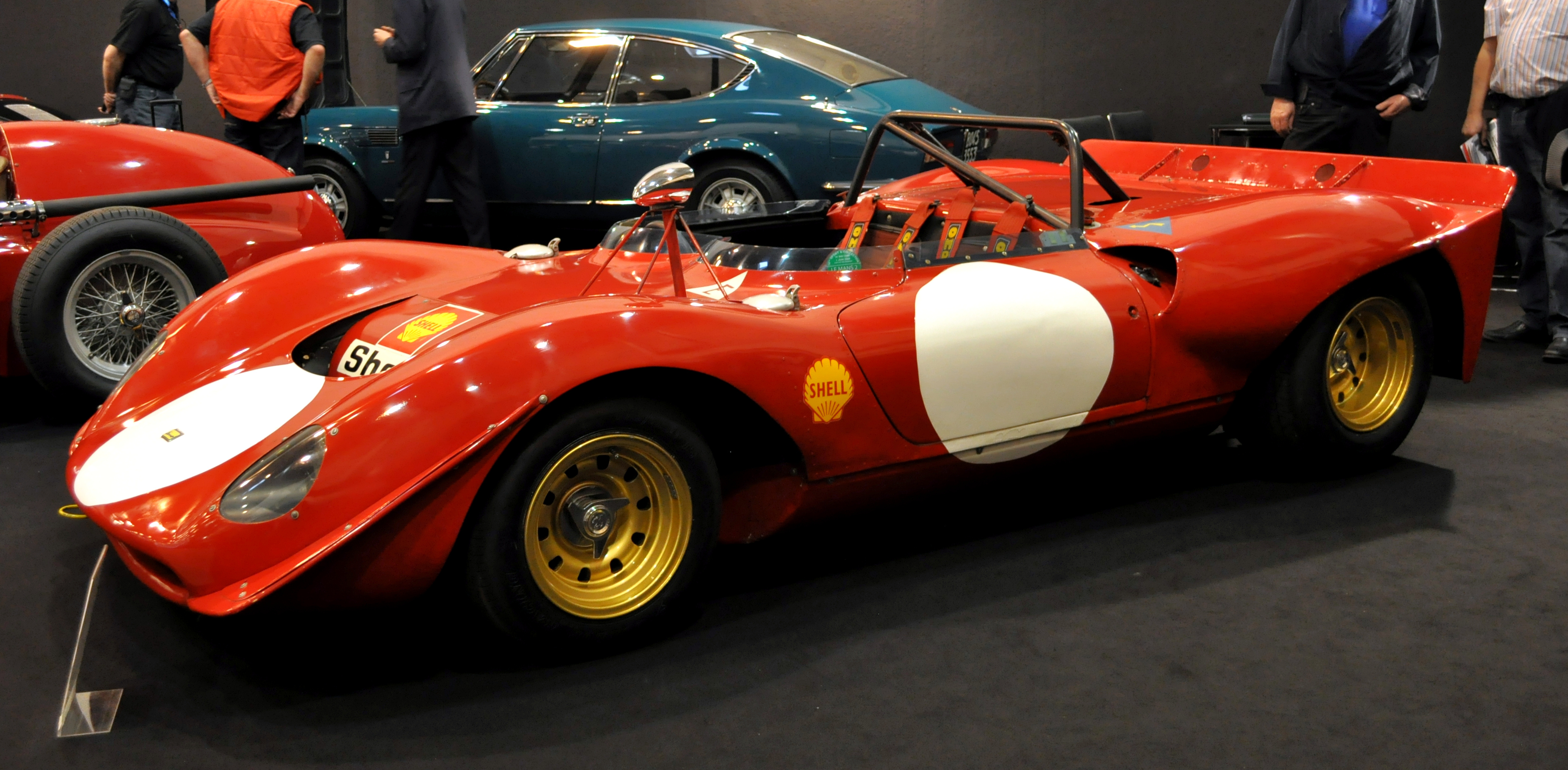
Erst der Ferrari Dino 206S von 1966 war wieder ein Ferrari-Rennsportwagen in der 2,0-Liter-Kategorie, der auch für Privatfahrer erhältlich war

Zu der Frage, welches Ferrari-Modell als Nachfolger des 500 TRC anzusehen ist oder ob er überhaupt einen Nachfolger hatte, bestehen unterschiedliche Auffassungen.
Zum Teil wird der ab Mitte 1957 gebaute Rennsportwagen 250 Testa Rossa Scaglietti Spider genannt. Begründen lässt sich dies mit der direkten zeitlichen Abfolge und der Verfügbarkeit für kleinere Rennsportteams und Privatfahrer; dagegen spricht, dass er mit einem 3,0-Liter-V12-Motor in einer höheren (Hubraum-)Kategorie als der 500 TRC angesiedelt ist.
Hinsichtlich Hubraum und Leistung können mehrere Ferrari-Modelle als 500-TRC-Nachfolger angesehen werden:
- der Ferrari Dino 206 Sport Scaglietti Spider mit der Chassisnummer 0740 von 1958,
- der Ferrari Dino 196 Sport Fantuzzi Spider mit der Chassisnummer 0776 für die Saison 1960,
- die beiden Ferrari Dino 196SP Fantuzzi Spider mit teils wechselnden Chassisnummern zwischen 0790 und 0804 sowie
- der Ferrari Dino 206P mit der Chassisnummer 0834 von 1965.

Sie waren zwar Rennsportwagen in der 2,0-Liter-Kategorie, kamen jedoch nicht über den Status von Versuchsträgern und Werksprototypen hinaus, waren somit grundsätzlich nicht für Privatfahrer verfügbar.
Letztlich kann der Ferrari Dino 206S als Nachfolger gesehen werden, von dem zwischen 1965 und 1967 immerhin 34 Fahrzeuge entstanden und der auch für kleinere Rennteams und Privatfahrer erhältlich war; gegen ihn spricht der zeitliche Abstand von rund acht Jahren zum 500 TRC.

## Die Produktionsgeschichte

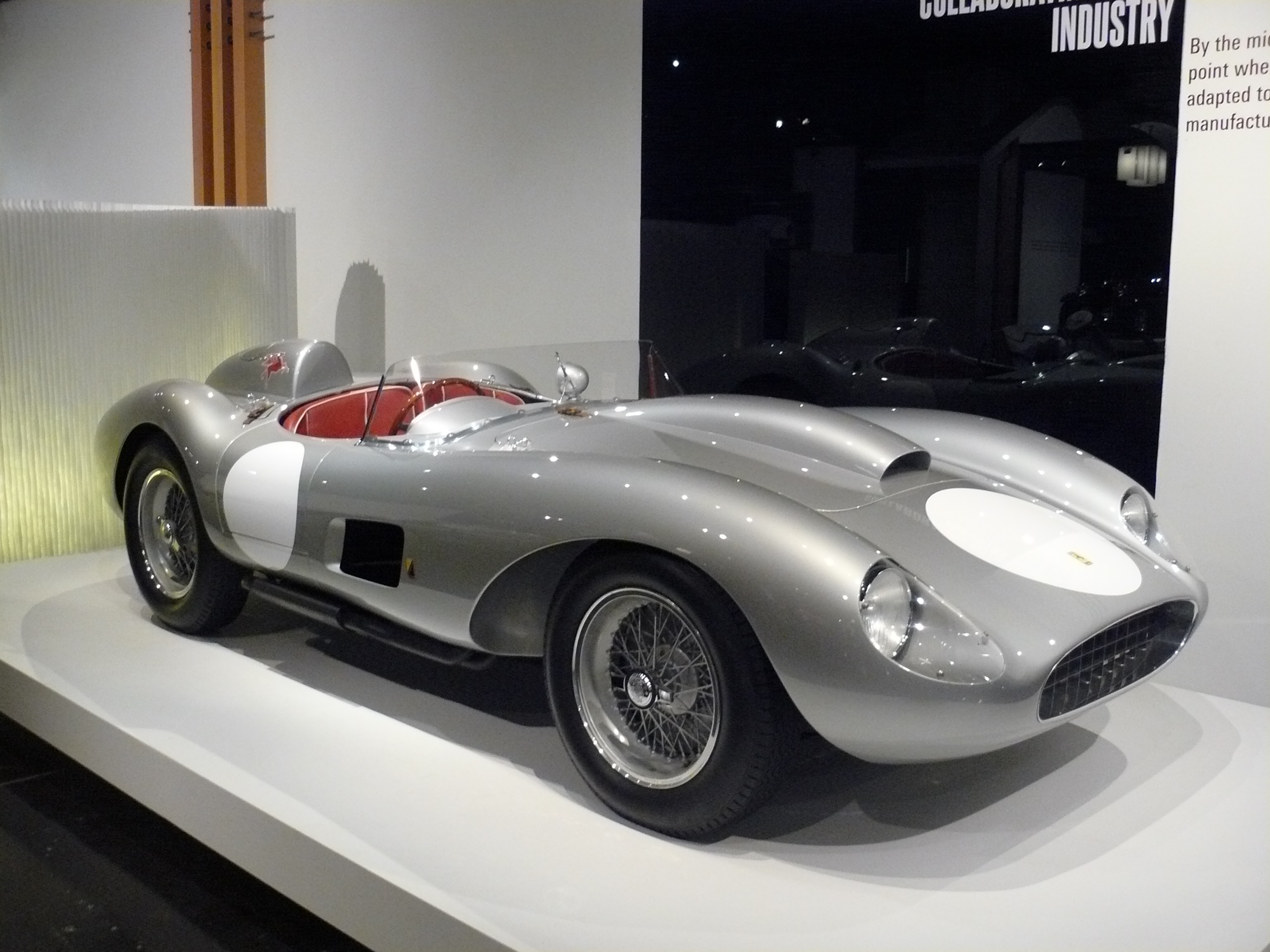
Der Ferrari mit der Chassisnummer 0672MDTR: einer von zwei 625 TRC, ursprünglich mit einem 2,5-Liter-Reihenvierzylinder, später mit einem 3,0-Liter-V12 (erkennbar an der atypischen, langen und hohen Lufthutze)

Der Ferrari 500 TRC debütierte Anfang 1957 rechtzeitig vor dem Beginn der Rennsportsaison 1957. Das erste Fahrzeug der Kleinserie trägt die Chassisnummer 0658MDTR, das letzte die Nummer 0708MDTR. Wie alle Ferrari-Rennsportwagen dieser Periode besitzt jeder 500 TRC eine gerade Nummer. Das Chassiskürzel MDTR übernahm der 500 TRC unverändert vom 500 TR; es steht weiterhin für „Mondial Testa Rossa“. Das neue „C“ der Typenbezeichnung fand hingegen keinen Eingang in die Chassisnummer.
Die Produktion des Vorgängers 500 TR hatte mit der Chassisnummer 0654MDTR geendet; es folgte ein 290 Sport Scaglietti Spider mit V12-Motor und der Chassisnummer 0656, ehe die Kleinserienfertigung des 500 TRC begann. Die Fahrzeuge wurden in relativ schneller Abfolge hintereinander im Wesentlichen bis Frühjahr 1957 hergestellt. Die Karosserien fertigte der Karosseriebauer Sergio Scaglietti mit seinen Mitarbeitern in dem Unternehmen Carrozzeria Scaglietti in Modena, die Komplettierung erfolgte in der Rennsportabteilung von Ferrari. Allerdings schob Ferrari immer wieder einzelne Rennsportwagen dazwischen: Mit der Chassisnummer 0666 entstand der erste Ferrari 250 TR-Prototyp auf Basis eines 290-MM-Fahrgestells; mit den Chassisnummern 0674 und 0676 produzierte Ferrari einen 315S und einen 335S jeweils als Scaglietti Spider mit DOHC-V12-Motor, als 0684 einen weiteren 315S; die Chassisnummer 0688M wurde für einen eigentlich bereits ausgelaufenen Ferrari 860 Monza reserviert, wobei letztlich nur der 3,5-Liter-Vierzylindermotor gebaut wurde; unter der Chassisnummer 0700 baute Ferrari einen weiteren 335 S Scaglietti Spider.
Die leicht abweichenden Angaben zu den Stückzahlen des 500 TRC (17 bis 20) resultieren aus unterschiedlichen Ansichten dazu, wie man drei spezielle Rennsportwagen einstuft:
- Mit den Chassisnummern 0672MDTR und 0680MDTR entstanden zwei ansonsten identische Ferrari 625 TRC mit 2,5-Liter-Vierzylinder-Reihenmotor sowie dem normalen 500-TRC-Fahrgestell und dessen Karosserie;
- mit der Chassisnummer 0704TR entstand der zweite Ferrari 250 TR-Prototyp auf einem angepassten 500-TRC-Chassis.

Einzelne 500 TRC wurden erst im Laufe der Saison ausgeliefert; so ist für die Chassisnummer 0698MDTR eine Fertigstellung im Mai 1957 dokumentiert, für 0708MDTR im September 1957.

## Die Technik

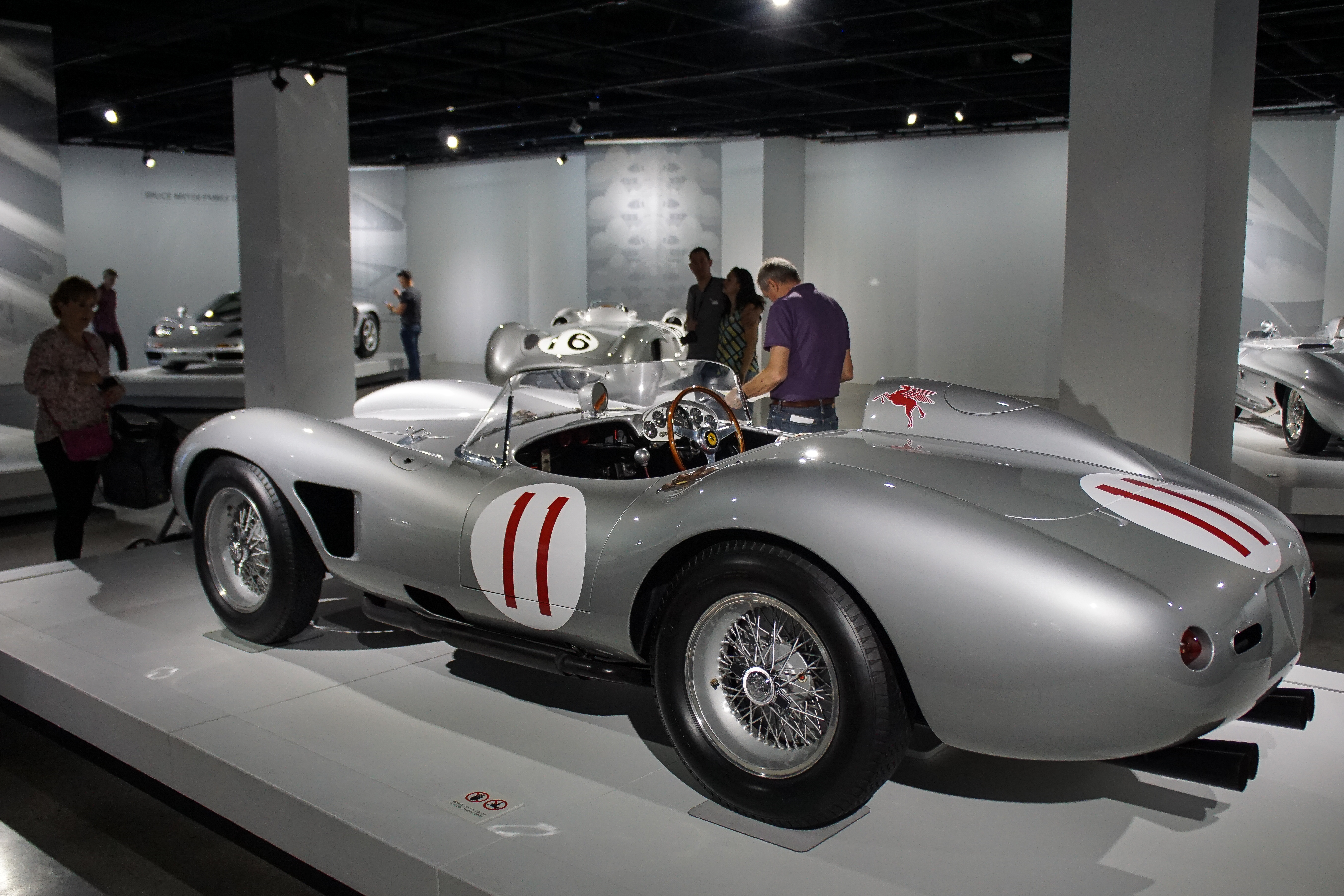
Das Heck und die hintere Seitenlinie des insoweit baugleichen Ferrari 625 TRC; zeittypisch ist der Höcker (mit Tankstutzen) hinter der Kopfstütze des Fahrers

Der Motor, das Chassis und die Hinterachse des Ferrari 500 TRC stammen teils unverändert, teils geringfügig modifiziert vom Vorjahresmodell 500 TR.

### Das Chassis
Das Chassis des 500 TRC trägt die interne Bezeichnung Tipo 518C. Es ist eine Ableitung des 500 TR mit dem Chassis Tipo 518. Der einzige Unterschied liegt in einer Veränderung im Bereich der vorderen Rohre des Fahrgestells; sie sind so modifiziert, dass der Motor niedriger eingebaut werden konnte. Die Grundkonstruktion des Ovalrohrrahmens entspricht allen übrigen zeitgenössischen Ferrari-Modellen. Die vordere Radaufhängung mit Doppelquerlenkern und Schraubenfedern hatte Ferrari sukzessive ab 1954 bei allen Modellen eingeführt. Die hintere Radaufhängung mit Starrachse und Schraubenfedern übernahm der 500 TRC unverändert vom Vorgänger 500 TR; sie war leichter und in der Herstellung günstiger als die De-Dion-Hinterachse der leistungsstärkeren Ferrari-Rennsportwagen.
Die Ausrüstung mit Bremstrommeln rundum entsprach noch dem Ferrari-Standard; erst bei den neuen Rennsportwagen der Saison 1959 hielten Scheibenbremsen Einzug. Die Nutzung von 16-Zoll-Rädern und -Reifen entsprach ebenfalls noch dem Ferrari-Standard; erst ab 1961 stellte der Sportwagenhersteller sukzessive auf 15-Zoll-Ausführungen um. Felgen und Reifen hatten die Größe 5.50 × 16″, hinten je nach Einsatzzweck wahlweise auch 6.00 × 16″. Abgesehen davon, dass der 500 TR die breiteren Hinterreifen wahrscheinlich standardmäßig ab Werk erhielt, glichen sich die beiden Modelle auch in diesem Punkt; die Bereifung war damit jedenfalls schmaler als bei den zeitgenössischen hubraum- und leistungsstärkeren Ferrari-Rennsportwagen mit V12-Motoren.
Alle Ferrari 500 TRC waren der Markentradition entsprechend Rechtslenker, was Vorteile für die überwiegend im Uhrzeigersinn gefahrenen Rundkurse versprach.

### Der Motor

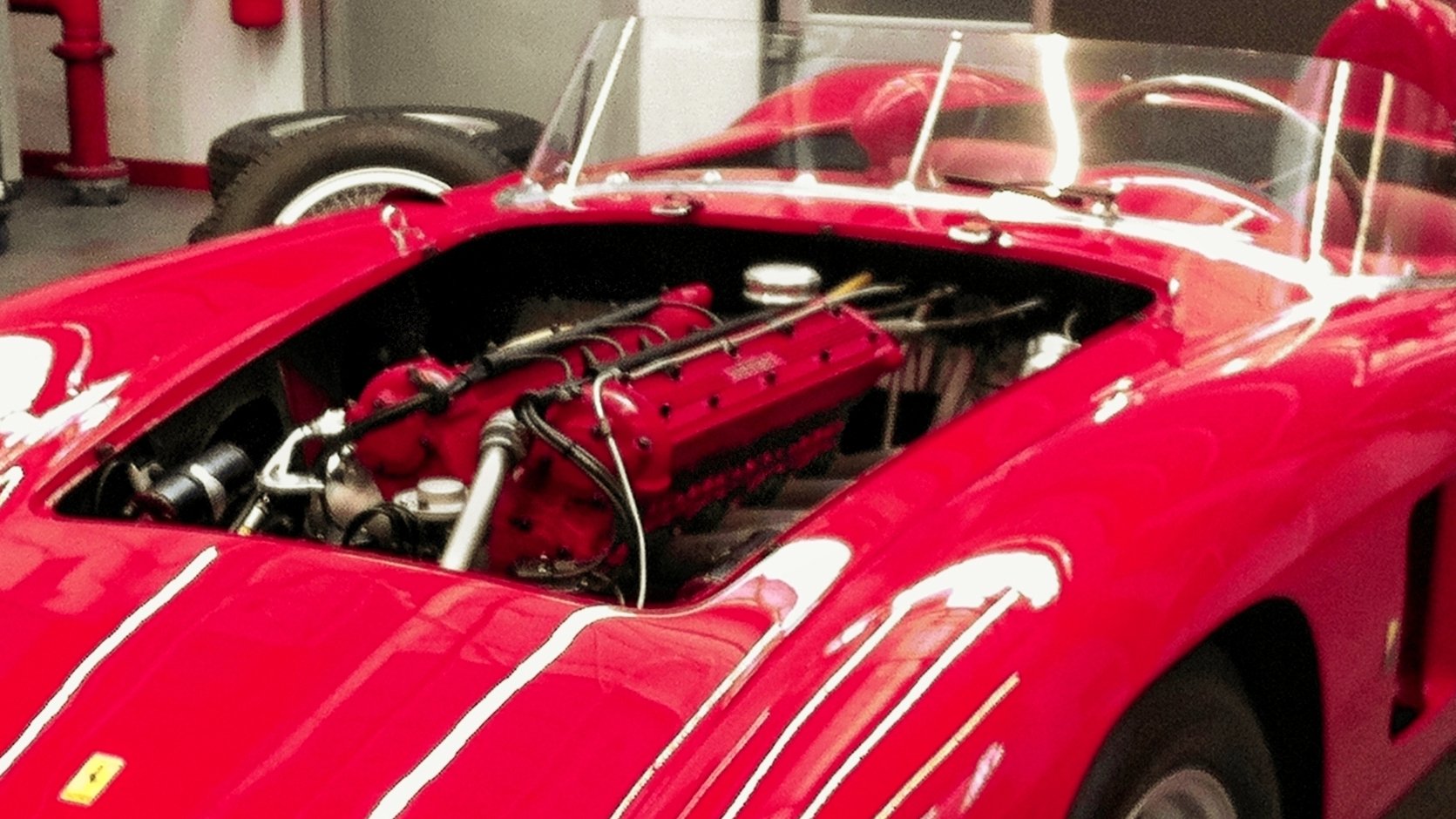
Der Testa-Rossa-Reihenvierzylinder mit der auffälligen roten Lackierung der Zylinderköpfe und der aufwendigen Steuerung der Nockenwellen sowie der Ventile

Der Motor des 500 TRC trägt die interne Bezeichnung Tipo 131C. Es ist eine Ableitung des 500 TR mit dem Motor Tipo 131. Der einzige Unterschied besteht in geänderten Lagerpunkten, die einen tieferen Einbau des Triebwerks ermöglichten. Dadurch konnte der Schwerpunkt gegenüber dem 500 TR geringfügig gesenkt werden. Der Ferrari 500 TRC hat einen Vierzylinder-Reihenmotor, den Aurelio Lampredi ursprünglich für Grand-Prix-Rennen nach dem Formel-2-Reglement entworfen hatte. Das Triebwerk ist als Frontmotor hinter der Vorderachse eingebaut. Wie alle zeitgenössischen Ferrari besitzt es zwei V-förmig zueinander hängende Ventile pro Zylinder. Besonderheit ist zum einen deren aufwendige Steuerung mit zwei obenliegenden Nockenwellen, wobei eine nur die Einlass-, die andere nur die Auslassventile bedient. Ungewöhnlich ist zum anderen der aufwendige Antrieb der Nockenwellen durch Zahnräder auf der Stirnseite des Motors statt durch eine als unpräziser erachtete Kette. Die Vierzylinder-Reihenmotoren nutzten diese Technik bereits seit 1951. Die V12-Rennsportwagen erhielten die DOHC-Ventilsteuerung hingegen erst 1957, den Nockenwellenantrieb durch Zahnräder erst 1971.
Der Motor des 500 TRC hat wie seine Vorgänger eine Zylinderbohrung von 90,0 Millimeter und einen Kolbenhub von 78,0 Millimeter, woraus ein Hubraum von 1984,86 Kubikzentimeter resultiert. Bei einem Verdichtungsverhältnis von 8,5 : 1 ergibt sich eine Höchstleistung von 180 PS (132 kW) bei 7000 Umdrehungen pro Minute. Die Gemischaufbereitung erfolgt durch zwei Weber-Doppelvergaser vom Typ 40DCO/3, die Zündung über zwei Zündverteiler und Doppelzündung mittels zweier Zündkerzen pro Zylinder. Die Ölversorgung übernimmt eine rennsportmäßige Trockensumpfschmierung; sie ermöglicht eine Schmierung aller relevanten Triebwerksteile auch bei starken Querbeschleunigungen, und durch den Wegfall einer herkömmlichen Ölwanne reduziert sich die Einbauhöhe, was eine niedrigere Gestaltung der Motorhaube erlaubt. Der Antrieb erfolgt wie bei den zeitgenössischen Ferrari-Rennsportwagen der größeren Kategorie über ein synchronisiertes Viergang-Schaltgetriebe auf die Hinterräder. Gegenüber dem Fünfganggetriebe, wie es übergangsweise im 500 Mondial der Serie II eingesetzt wurde, sparte es Gewicht und Platz und genügte angesichts des günstigen Drehmoment-Verlaufs.

### Die Karosserie

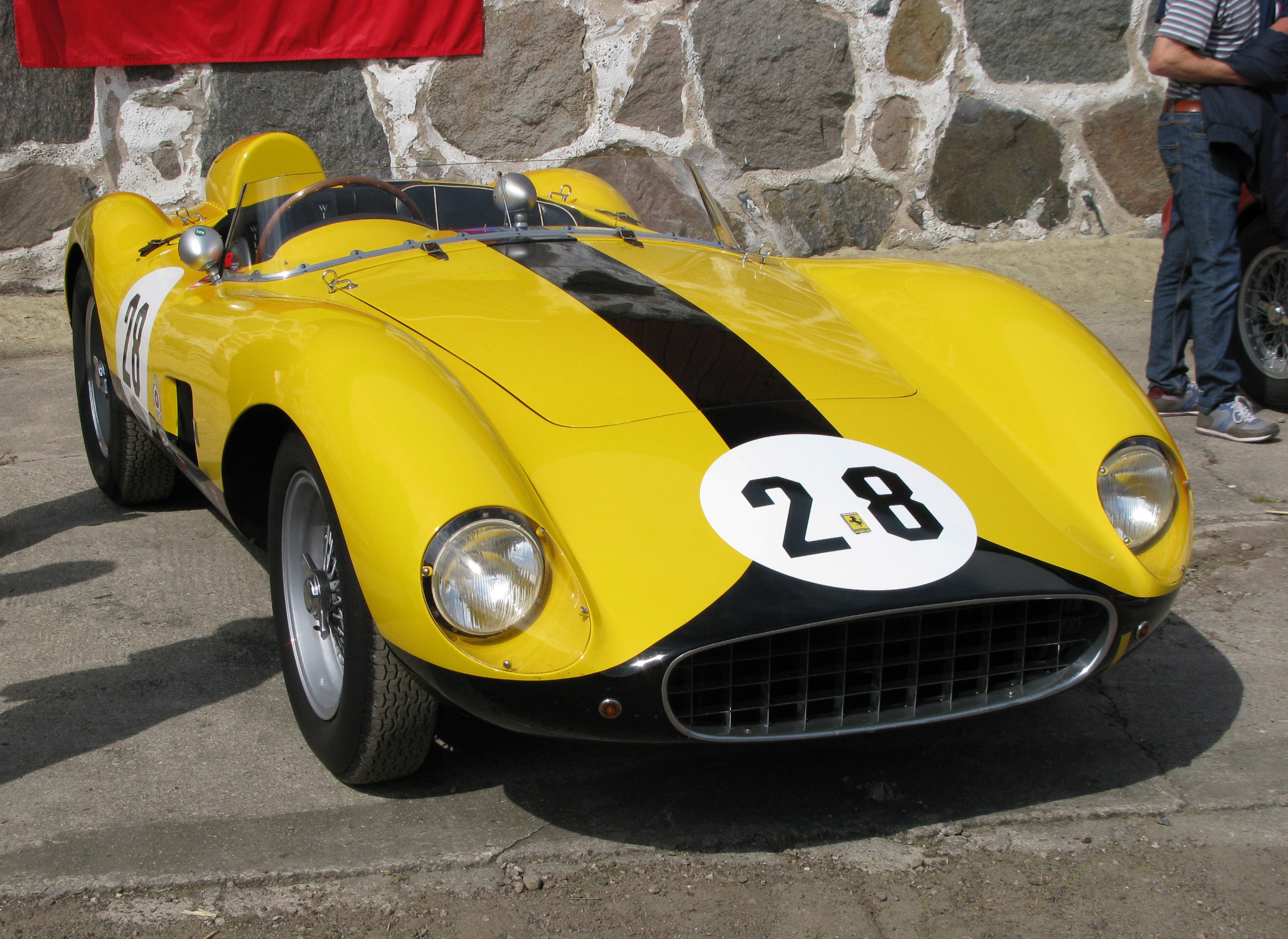
Ein Ferrari 500 TRC mit einer typischen, von Scaglietti entworfenen Zweifarblackierung, wie sie mehrere Fahrzeuge ab Werk aufweisen

Die wesentliche Neuheit des 500 TRC gegenüber dem 500 TR war seine Leichtmetall-Karosserie, die maßgeblich von dem neuen „Anhang C“ des FIA-Sportwagenreglements beeinflusst war. Der nach dem Reglement schon bislang für den Beifahrer vorgesehene Raum erhielt einen einfachen, leichten Rennsitz und konnte nicht mehr abgedeckt werden; die nun vorgeschriebene Beifahrertür war ebenso minimalistisch wie die Fahrertür. Die vom Regelwerk nun vorgegebene Windschutzscheibe von mindestens 100 Zentimeter Breite und 15 Zentimeter Höhe hätte ohne gestalterische Gegenmaßnahmen die Stirnfläche vergrößert und damit die Aerodynamik verschlechtert.
Ferrari reagierte daher beim 500 TRC – wie manch andere Hersteller auch – mit einer nochmaligen Absenkung des Karosseriegrundkörpers allgemein und speziell in dem Bereich zwischen den Achsen, wodurch sich eine geschwungenere, wellenförmigere Karosseriekontur ergab. Die Karosseriewölbungen über den Rädern treten dadurch deutlich stärker als beim 500 Mondial und 500 TR hervor. Voraussetzung für den flacheren Grundkörper der Karosserie waren die geringfügigen Änderungen an Motor und Chassis des 500 TRC gegenüber dem Vorgänger. Sie erlaubten ferner eine stärker und tiefer nach vorne abfallende Motorhaube, was den Luftwiderstandsbeiwert verringerte und den Anpressdruck an der Vorderachse erhöhte. Im Ergebnis sorgte die Reglementsänderung der FIA dafür, dass sich – entgegen deren Absichten – die Rennsportwagen auch bei Ferrari noch stärker von den seriennäheren GT-Fahrzeugen abhoben.
Wer für das Design des 500 TRC oder einzelne Details verantwortlich zeichnete, ist nicht völlig geklärt. Neben dem Karosseriebauer Sergio Scaglietti kommt – wie schon beim 500 TR – Battista „Pinin“ Farina in Betracht. Manche Autoren sehen im Design des 500 TRC eine Weiterentwicklung und Mischung von gestalterischen Elementen des 500 TR Scaglietti Spider und des 625 LM Touring Spider. Statt der vergleichsweise eckigen Radausschnitte des 500 TR trägt der TRC schlichte runde Ausschnitte hinten und rundliche, deutlich nach hinten verlängerte Ausschnitte an den Vorderrädern; Letztere erinnern an den 625 LM Touring Spider, sollen die Abwärme von den vorderen Bremstrommeln schneller abführen und bessere Fahrstabilität gewährleisten. Die seitlichen, beinahe rechteckigen Luftaustrittsöffnungen in den Kotflügeln sind nun deutlich länger und niedriger, statt schmal und hoch. Zumindest bei einzelnen Fahrzeugen sind sie zudem waagerecht statt wie früher senkrecht unterteilt.
Die Oberseite der Front samt Motorhaube verzichtet auf eine Lufthutze über den Vergasern oder sonstige Luftein- und -auslässe. Der Aufbau wirkt dadurch je nach Auffassung sportlich-elegant oder unspektakulär-schlicht. Vor diesem Hintergrund entwarf Scaglietti eine Zweifarblackierung, bei der die gesamte Unterseite der Karosserieflanken ebenso kontrastierend lackiert ist wie ein breiter Mittelstreifen über die gesamte Fahrzeuglänge; an den Karosserieenden laufen beide Flächen in weiten Bögen zusammen, vorne unterhalb der Frontscheinwerfer, was je nach Farbe den breiten und schmalen vorderen Kühllufteinlass hervorhebt. Viele 500 TRC erhielten diese Zweifarblackierung, die später in modifizierter Form auch einige frühe Ferrari 250 TR kennzeichnete.

### Maße und Gewichte
Die Maße und Gewichte des Ferrari 500 TRC entsprechen weitgehend dem 500 TR. Der Radstand betrug weiterhin 2,25 Meter; er blieb damit 10 Zentimeter unter dem der zeitgenössischen Zwölfzylinder-Sportwagen der Marke, wodurch die Vierzylindermodelle leichter und wendiger waren. Die Spurweiten waren mit 1.308 Millimeter vorne und 1250 hinten gegenüber dem Vorgänger unverändert. Wegen der gleichen Vorderachse entsprach dies – bis auf wenige Millimeter aufgrund anderer Rad-Reifen-Kombinationen – den Zwölfzylindermodellen; deren De-Dion-Hinterachsen waren dagegen 36 Millimeter breiter ausgelegt.
Der 500 TRC ist 3.937 Millimeter lang, 1.638 Millimeter breit und nur 965 Millimeter hoch. Er gehört damit trotz des Höckers hinter dem Fahrersitz und der vom Reglement vorgeschriebenen erhöhten Windschutzscheibe zu einem der flachesten Rennsportwagen überhaupt.
Das Trockengewicht des 500 TRC lag wie bei seinem Vorgänger bei 680 Kilogramm und damit 200 Kilogramm unter dem des Ferrari 335S. Die Gewichtsunterschiede ergeben sich vor allem bei den Motoren und der Spezifikation der Chassisrohre, ferner durch den kürzeren Radstand und die einfachere Hinterachse.
Der Tank fasst 150 Liter und die Höchstgeschwindigkeit lag je nach Antriebsübersetzung bei bis zu 260 Kilometer pro Stunde, wegen der besseren Aerodynamik bei gleicher Motorisierung nochmal 15 Kilometer pro Stunde mehr als beim 500 TR.

## Die Rennsportgeschichte

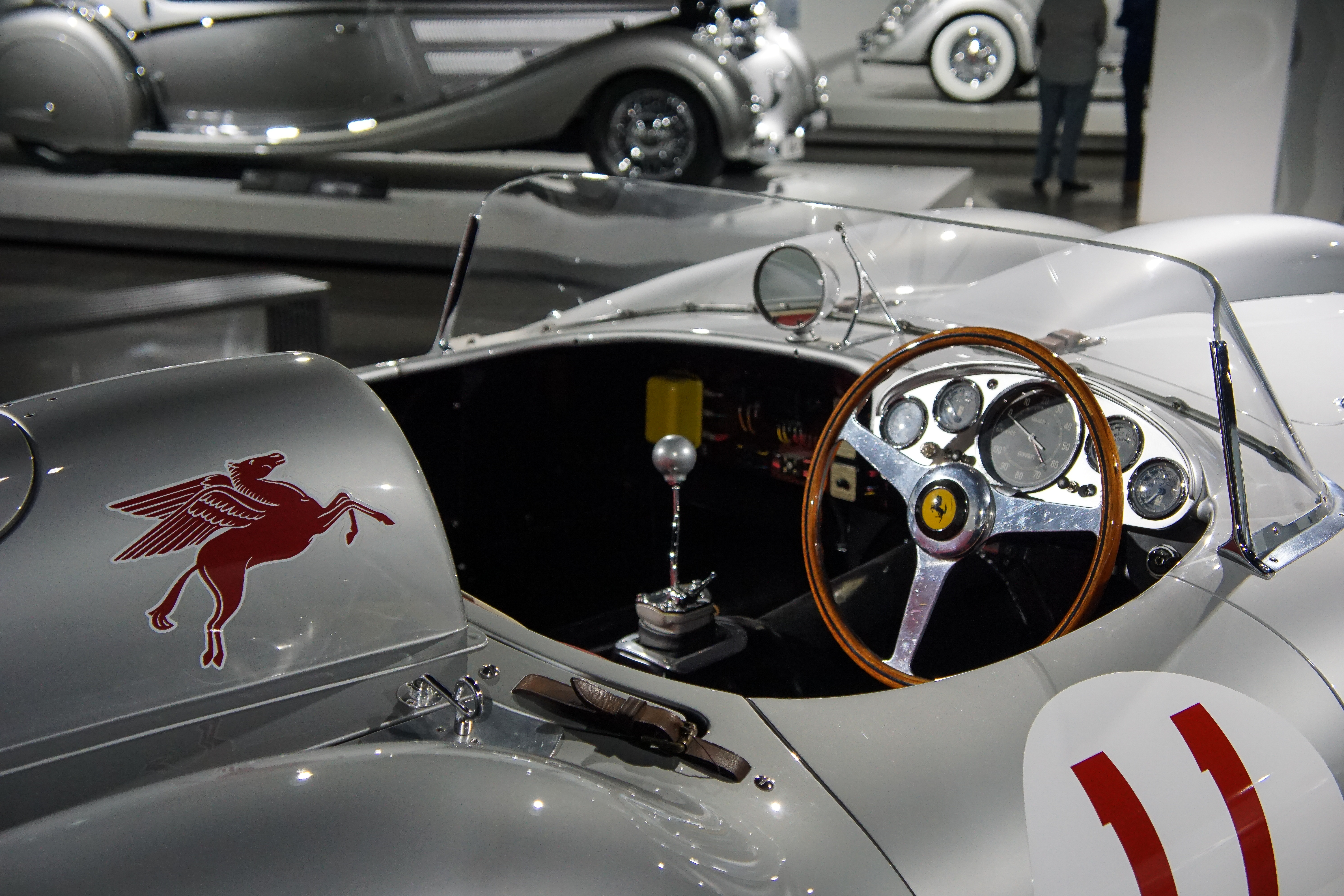
Das Ferrari-TRC-Cockpit, bei allen Fahrzeugen aus Tradition mit Rechtslenkung

Zwischen 1957 und 1966 waren Ferrari 500 TRC 222-mal bei nationalen und internationalen Sportwagenrennen gemeldet. Bei 158 Rennen gab es 10 Gesamt- und 39 Klassensiege. Den ersten nennenswerten Erfolg gab es beim 12-Stunden-Rennen von Sebring 1957; im 500 TRC des Temple Buell Racing Teams wurden Howard Hively und Richie Ginther Gesamtzehnte und erzielten den Klassensieg für Sportwagen bis zwei Liter Hubraum. Vier Plätze dahinter kamen Jan de Vroom, George Arents und David Cunningham auf einem weiteren 500 TRC ins Ziel. Besitzer des Wagens mit der Chassisnummer 0664MDTR war de Vroom, der gemeinsam mit Arents und Luigi Chinetti das North American Racing Team gründete. Einen Tag nach dem 12-Stunden-Rennen gewann Cunningham mit dem de-Vroom-Wagen das 3-Stunden-Rennen von Sebring und feierte den ersten Rennsieg eines 500 TRC.
Einer der erfolgreichsten Fahrer dieses Sportwagenmodells war Gino Munaron: 1957 wurde er Gesamtachter und Klassensieger der Mille Miglia sowie Italienischer Meister bei den Sportwagen bis zwei Liter Hubraum. Beim 24-Stunden-Rennen von Le Mans 1957 belegte der Wagen des belgischen Ferrari-Importeurs Jacques Swaters mit den Fahrern Lucien Bianchi und Georges Harris den siebten Platz im Gesamtklassement und den Klassensieg. Beim folgenden Großen Preis von Schweden in Kristianstad erzielten die finnischen Privatfahrer Curt Lincoln und Heimo Hietarinta mit ihrem 500 TRC den Gesamtrang neun und den Klassensieg.
Auch in den Folgejahren nahmen Privatfahrer wiederholt mit einem 500 TRC an Läufen zur Sportwagen-Weltmeisterschaft teil, so beim 12-Stunden-Rennen von Sebring 1958; bei der Targa Florio 1958 errangen Gaetano Starrabba und der erfahrene Franco Cortese den siebten Gesamtrang sowie den Klassensieg bei den Sportwagen bis zwei Liter Hubraum. Weitere WM-Läufe mit Beteiligung von zumindest einem Ferrari 500 TRC waren die Targa Florio 1959 und 1965 sowie das 1000-km-Rennen auf dem Nürburgring 1961. Weitere bekannte Rennfahrer, die den 500 TRC fuhren, waren Masten Gregory und Porfirio Rubirosa sowie unter den deutschsprachigen Jo Siffert, Sepp Liebl, Gotfrid Köchert und Erwin Bauer.
Damit war Ferrari 1957 in dieser Klasse wesentlich erfolgreicher als der Dauerrivale Maserati. Gleichwohl sind die Klassensiege teilweise zu relativieren: In einzelnen Läufen waren mitunter Rennsportwagen von Porsche, OSCA oder Lotus, die in kleineren Kategorien antraten, schneller.
Ferrari gewann 1957 zum vierten Mal die Sportwagen-Weltmeisterschaft letztlich klar vor Maserati und Jaguar. Der Erfolg ging primär auf Werksfahrer wie Masten Gregory, Piero Taruffi, Phil Hill, Collins und von Trips sowie die Modelle 290MM, 315S und 335S zurück. Die von Privatfahrern eingesetzten 500 TRC spielten insoweit eine Rolle, als sie bei einem Ausfall der Ferrari-Werkswagen Punkte für die eigene Marke hätten sichern können; zugleich hätten sie anderen Herstellern wichtige Punkte wegnehmen können.
Auch in Übersee war das Ferrari-Modell erfolgreich: In den Vereinigten Staaten errang der gebürtige Schweizer Gaston Audrey mit ihm die SCCA-Meisterschaft in der Klasse „E Modified“ sowohl 1958 als auch 1959. Mit 25 Starts war Audrey auch der Fahrer mit den meisten Renneinsätzen auf diesem Sportwagenmodell.
Wichtiger als die eigentlichen motorsportlichen Erfolge des 500 TRC dürfte seine markenstrategische Bedeutung gewesen sein: Als einziges Rennsportwagenmodell Ferraris für den breiteren Kundensport in der Saison 1957 hielt er die Markenbindung verschiedener Rennsportteams und Privatfahrer bis zum Erscheinen des erfolgreicheren und heute höher geschätzten Ferrari 250 Testa Rossa Scaglietti Spider mit 3,0-Liter-V12-Motor aufrecht.

## DerFerrari 500 TRCheute

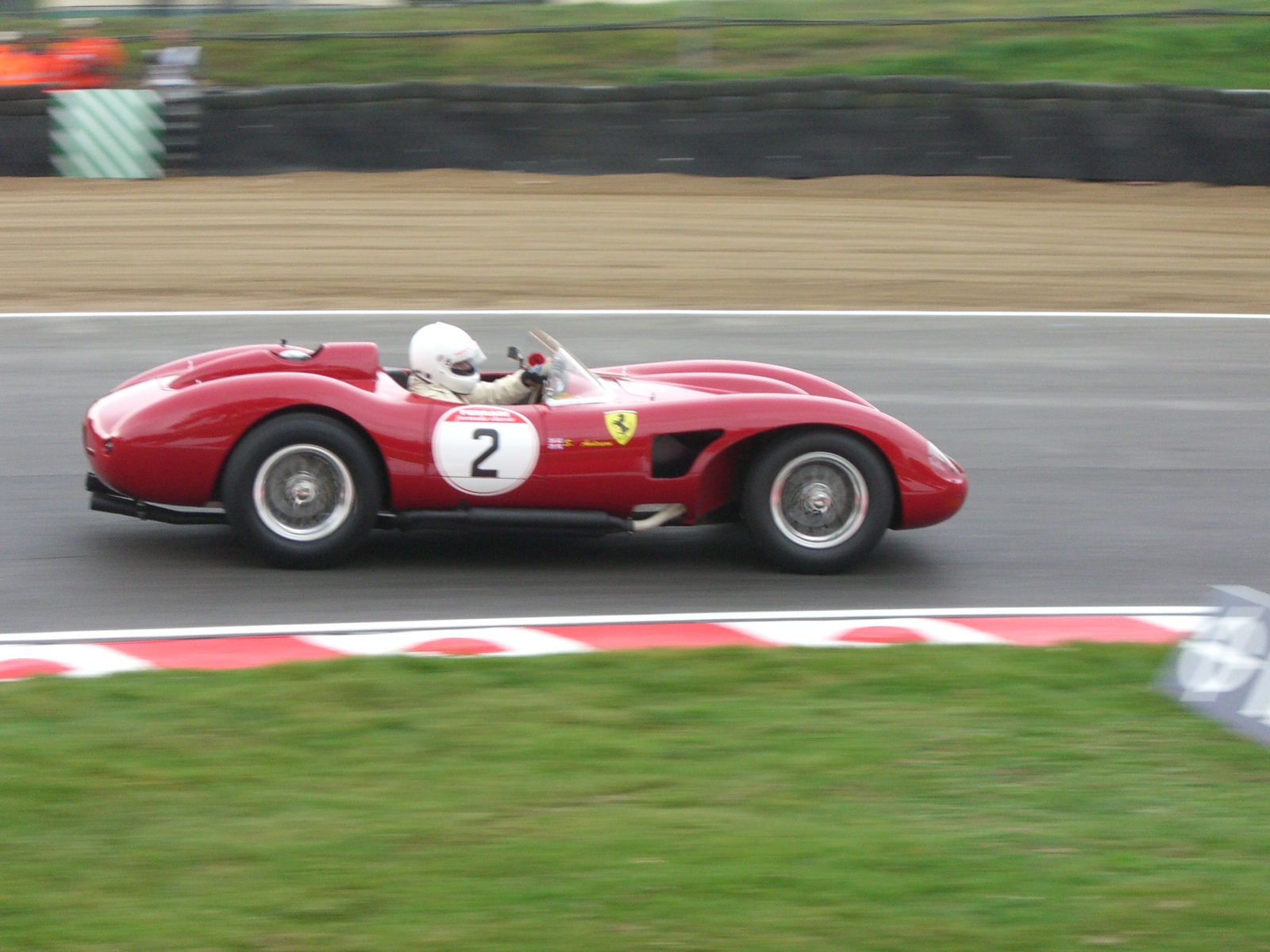
Eine detailgetreue Ferrari-500 -TRC-Replika, aufgebaut auf einem angepassten Chassis eines 250 GT 2+2

Der 500 TRC gilt bis heute (Stand: 2017) als selbst unter Ferrari-Liebhabern wenig bekanntes, vielfach unterschätztes und unterbewertetes Modell, das klar im Schatten der V12-Modelle steht. Dies ist insofern überraschend, als der 500 TRC einen Antrieb besitzt, der weitgehend demjenigen des Grand-Prix-Rennwagens 500 F2 entspricht. Von den 15 Großen Preisen, bei denen Letzterer eingesetzt wurde, gewann er 14 und ermöglichte Alberto Ascari zwei Titel als Fahrer-Weltmeister.
Von den je nach Sichtweise 17 bis 20 Fahrzeugen, die als 500 TRC gebaut wurden beziehungsweise ein solches Chassis erhielten, gilt derzeit nur ein Fahrzeug als zerstört. Wegen der vergleichsweise schlechten Ersatzteillage bei den Vierzylinder-Reihenmotoren besitzen mehrere Fahrzeuge nicht mehr ihren ursprünglichen Motor. So sind Fahrzeuge bekannt, die vorübergehend oder dauerhaft mit einem 3,0-Liter-Vierzylinder aus einem 750 Monza, einem 3,5-Liter-Vierzylinder aus einem 860 Monza, einem 3,0-Liter-V12 aus einem 250 TR oder aus einem 250 GT ausgerüstet wurden.
Die erhaltenen Ferrari 500 TRC werden gelegentlich unter Sammlern verkauft oder getauscht, mitunter aber auch über namhafte Auktionshäuser versteigert. Auch ihr Wert liegt inzwischen je nach Erhaltungszustand, Renngeschichte und Vorbesitzern im hohen sechs-, wiederholt auch im siebenstelligen Dollar-, Pfund- und Euro-Bereich:
- Im Mai 2011 versteigerte das Auktionshaus RM Auctions/Sotheby’s den Ferrari 500 TRC mit der Chassisnummer 0670MDTR in Villa d’Este für 2.800.000 US-Dollar.[9]
- Im Mai 2012 erzielte der Ferrari 625 TRC mit der Chassisnummer 0680MDTR bei einer Auktion in Monte Carlo 5.040.000 Euro.[10]
- Im Jahr 2013 versteigerte ein Auktionshaus den Ferrari 500 TRC mit der Chassisnummer 0690MDTR in Pebble Beach für 3.080.000 US-Dollar.[11]

Wegen ihrer Seltenheit, ihres hohen Wertes und der dadurch eingeschränkten Eignung für den historischen Motorsport existieren vom Ferrari 500 TRC inzwischen – wie auch von vielen Rennsportwagenmodellen mit V12-Motor – einzelne detailgetreue Nachfertigungen; in der Regel entstehen sie in Einzelanfertigung bei namhaften Ferrari-Restauratoren auf Basis angepasster Chassis der Ferrari-250-GT-Baureihe.